# Selina
 Selina  (olaszul: Villanova) falu Horvátországban, Isztria megyében. Közigazgatásilag Sveti Lovrečhez tartozik.

## Fekvése
Az Isztria középső részén, Pazintól 16 km-re délnyugatra, községközpontjától 3 km-re délkeletre a Sveti Lovreč – Barat út mellett egy kis magaslaton, szép tájon fekszik.

## Története
Területe már az őskortól fogva folyamatosan lakott volt, de a faluról az első írásos adatok 1556-ból származnak amikor a velenceiek által betelepített dalmáciai menekültek benépesítették. 
A településnek 1880-ban 212, 1910-ben 312 lakosa volt. Az első világháború után a rapallói szerződés értelmében Isztria az Olasz Királysághoz került. A második világháború után Jugoszlávia része lett. Jugoszlávia felbomlása után 1991-ben a független Horvátország része lett. 2011-ben 201 lakosa volt. Lakói hagyományosan mezőgazdasággal foglalkoznak.

## Nevezetességei
- A falu déli szélén áll az 1568-ban épített Szent Lúcia temploma szép retablóval. Az építés ideje az oltártól balra befalazott, kőből készített szentségtartóba van bevésve. A templom homlokzatára a 17. században épült a barokk kétfülkés harangtorony. A templom egyhajós, négyszög alaprajzú, félköríves apszissal.
- Selina a határában található kőbányáról is nevezetes, melyről egy innen származó kőfajtát neveztek el.

## Lakosság
| Lakosság változása | Lakosság változása | Lakosság változása | Lakosság változása | Lakosság változása | Lakosság változása | Lakosság változása | Lakosság változása | Lakosság változása | Lakosság változása | Lakosság változása | Lakosság változása | Lakosság változása | Lakosság változása | Lakosság változása | Lakosság változása |
| ------------------ | ------------------ | ------------------ | ------------------ | ------------------ | ------------------ | ------------------ | ------------------ | ------------------ | ------------------ | ------------------ | ------------------ | ------------------ | ------------------ | ------------------ | ------------------ |
| 1857               | 1869               | 1880               | 1890               | 1900               | 1910               | 1921               | 1931               | 1948               | 1953               | 1961               | 1971               | 1981               | 1991               | 2001               | 2011               |
| 0                  | 0                  | 212                | 202                | 221                | 312                | 0                  | 0                  | 309                | 291                | 239                | 203                | 201                | 205                | 196                | 201                |